# Francesco Maria Torelli
Pour les articles homonymes, voir Torelli.
Francesco Maria Torelli (né à Guastalla et mort à Mantoue en 1486) fut comte de Guastalla.

## Biographie
Francesco Maria est le second fils de Pietro Guido Ier, comte di Guastalla. Il succède à la mort de celui-ci sur le trône du comté de Guastalla avec son frère ainé Guido Galeotto.
Le 28 juillet 1475, il est privé de ses biens par le duc de Milan Galeazzo Maria Sforza car à l'époque Guastalla dépend officieusement de la volonté du duc de Milan qui contrôle les activités menées dans la région par les comtes Torelli. Toutefois, cette mesure dont la raison est encore inconnue, n'a pas été prise à l'encontre Galeotto Guido, qui continue à régner sans son frère sur le petit comté. Francesco Maria retrouve son titre en 1477, après l'assassinat de Galeazzo Maria Sforza (25 décembre 1476), amnistié par son épouse Bonne de Savoie, veuve du duc.
La victoire de Ludovico le Maure sur ses adversaires qui comprend Cicco Simonetta, met un terme à la période de règne de Galeotto Guido sur Gastalla. en 1480, Francesco Maria devient le seul maitre de Guastalla grâce au soutien de Ludovico Sforza tandis que Guido Galeotto reçoit la seigneurie de Settimo.
Francesco Maria Torelli épouse Ludovica Sanseverino, fille de Roberto Sanseverino, comte de Cajazzo et de Colorno, et de la comtesse Elisabetta di Montefeltro, apparentée aux ducs d'Urbino. De ce mariage naissent quatre enfants: Giovanna, Orsina, Pietro Guido et Achille.
Vaillant soldat, il participe en qualité de capitaine à plusieurs batailles au service d'Ercole d'Este, y compris celles pour la conquête de Felino, Torrechiara, Noceto et Roccabianca.
Il meurt en 1486 à Mantoue, peu après avoir déshérité son fils Achille qu'il soupçonnait être le fruit d'une relation extra-conjugale. Il est enterré dans l'église de San Francesco.

### Sources
- (it) Cet article est partiellement ou en totalité issu de l’article de Wikipédia en italien intitulé « Francesco Maria Torelli » (voir la liste des auteurs).
- L'art de vérifier les dates des faits historiques 1819 p342